# Adolf Dobranicki
Adolf Dobranicki, także Abram Manasze Dobranicki (ur. 2 września 1848 w Łodzi, zm. 30 sierpnia 1918) – łódzki fabrykant.

## Życiorys
Rodzina Dobranickich wywodziła się z Parzęczewa. Adolf Dobranicki urodził się w Łodzi w 1848 w żydowskiej rodzinie fabrykanckiej. Jego ojcem był bankier i fabrykant – Jakub Dobranicki, który w 1859 zakupił z Hermanem Konstadtem nieruchomości przy ul. Nowomiejskiej rozbudowując posesję i tworząc fabrykę. Do rodziny należała również posesja przy ul. Północnej 6. Adolf Dobranicki prowadził w latach 1870–1872 własny sklep, a od 1875, wraz z ojcem, własną fabrykę na tej samej posesji, zatrudniając 60 robotników produkujących chustki. W latach 1878–1891 przedsiębiorstwo było systematycznie rozbudowywane, w 1879 w firmie Adolfa Dobranickiego pracowały 152 osoby. Po śmierci Jakuba w 1890 jego majątek odziedziczyło czworo dzieci: Adolf, Paweł, Bernard Dobraniccy i Dorota Landau. Fabryka Dobranickiego w 1893 spłonęła w pożarze, niemniej została odbudowana – prawdopodobnie zakończył działalność około 1898. Adolf Dobranicki do śmierci zajmował się działalnością bankową, prowadzoną równolegle z przedsiębiorstwem.
Adolf Dobranicki miał syna Pawła (Pinkusa) Dobranickiego – kupca i przedsiębiorcę.

### Pozostała działalność
Adolf Dobranicki był członkiem Towarzystwa Osad Rolnych i Przytułków Rzemieślniczych, wieloletnim członkiem dozoru bóźniczego, gdzie skupiał się m.in. na budowie szkół żydowskich, w latach 1914–1914 był także prezesem zarządu łódzkiej gminy żydowskiej (dawn. dozoru bóźniczego). Był jednym z członków założycieli i dyrektorem Towarzystwa Kredytowego Miejskiego i wiceprezesem Trzeciego Łódzkiego Towarzystwa Wzajemnego Kredytu. W 1917 został wybrany radnym Rady Miejskiej w Łodzi z listy Centralnego Żydowskiego Komitetu Wyborczego. Ponadto rodzina Dobranickich wspierała Łódzkie Żydowskie Towarzystwo Dobroczynne. Był także członkiem Komisji Szacunkowej Miejskiej, powstałej w sierpniu 1916, zajmującej się rejestracją strat wojennych wynikłych ze zniszczeń I wojny światowej.